# Ervin Zádor
Ervin Zádor (Budapest, 7 giugno 1935 – Linden, 29 aprile 2012) è stato un pallanuotista ungherese, vincitore di una medaglia d'oro alle olimpiadi di Melbourne 1956.
È rimasto famoso per essere stato colpito da Valentin Prokopov nel cosiddetto Bagno di sangue di Melbourne, incontro svoltosi il 6 dicembre 1956 sullo sfondo della rivoluzione ungherese. 